# Nazistiska bojkotten av judiska företag

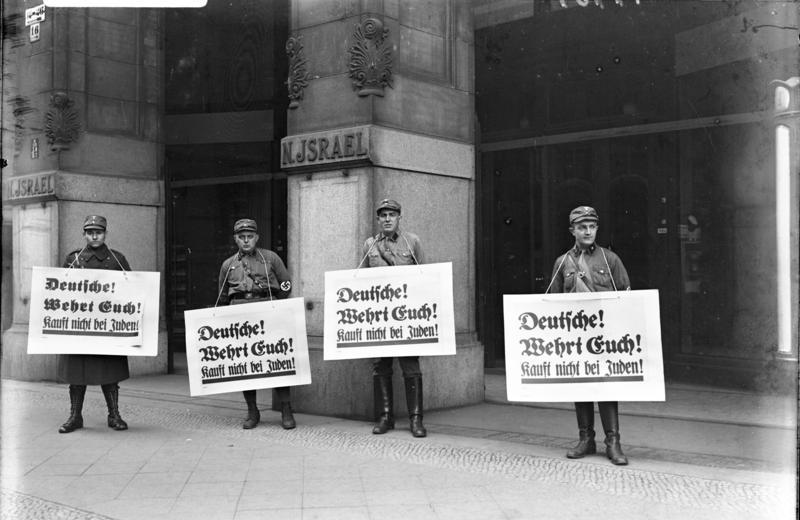
SA-män utanför Kaufhaus Nathan Israel i Berlin. Skyltarna lyder: "Tyskar! Försvara er! Köp inte från judar."

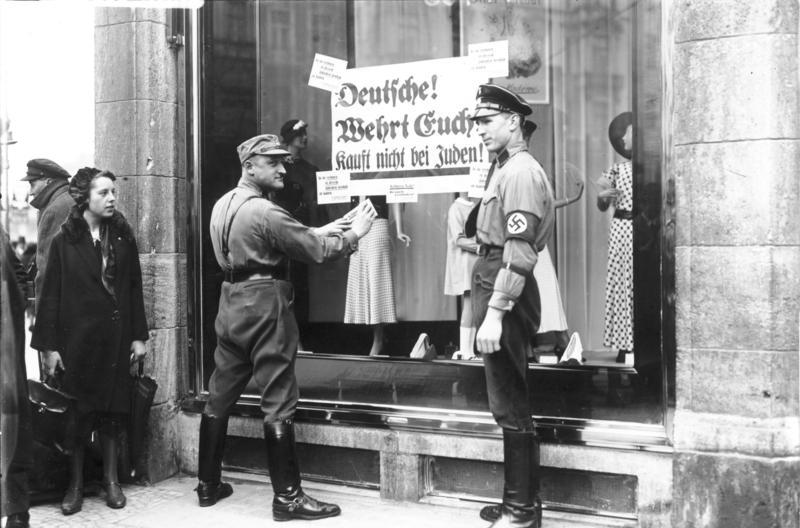
SA-män utanför en butik i Berlin: "Deutsche! Wehrt Euch! Kauft nicht bei Juden!" ("Tyskar! Försvara er! Köp inte från judar!").

Den nazistiska bojkotten av judiska företag (tyska: Judenboykott) i Tyskland började den 1 april 1933 och påstods vara en defensiv reaktion på den judiska bojkotten av tyska varor, som hade initierats men snabbt övergavs i mars 1933. Den var i stort sett misslyckad, eftersom den tyska befolkningen fortsatte att använda judiska företag, men avslöjade nazisternas avsikt att undergräva judarnas livskraft i Tyskland.
Det var en tidig regeringsåtgärd mot judarna i Tyskland av den nya nationalsocialistiska regeringen, åtgärder som kulminerade i den "slutliga lösningen". Det var en statsstyrd kampanj med ständigt ökande trakasserier, arresteringar, systematisk plundring, tvångsöverföring av äganderätten till nazistpartiets aktivister (förvaltade av handelskammaren) och i slutändan mord på ägare definierade som "judar". Enbart i Berlin fanns det 50 000 judiskt ägda företag.